# Azordasfora
Azordasfora (em armênio: Ազորդացփոր; romaniz.: Azordac’p’or), segundo a Geografia de Ananias de Siracena (século VII), foi o maior gavar (cantão) da província de Taique, no Reino da Armênia. Compreendia uma área de 500 quilômetros quadrados no curso inferior do rio Azorde (atual Tortum) e estava centrada no grande lago atualmente referido como Tortum Dourado através do qual o rio passa. Ao sul do lago existe a vila de Azorde (atual Azorte), que deu nome ao distrito, e ao norte do lago a vila de Osqui (Oski), onde existiu um mosteiro georgiano no final da Idade Média. Outro mosteiro famoso, chamado Caculi, localiza-se a noroeste do último. Em 591, o imperador Maurício recebeu vastas porções da Armênia sassânida em compensação da ajuda militar prestada ao xainxá Cosroes II (r. 590–628). Todos os distrito que compunham Taique foram incluídos na província recém-fundada da Armênia Profunda.